# Matthias de Vries

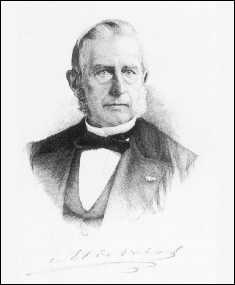
Matthias de Vries.

Matthias de Vries, född 9 november 1820 i Haarlem, död 9 augusti 1892 i Leiden, var en nederländsk filolog. 
Matthias de Vries studerade klassiska språk, matematik och sanskrit i Leiden, blev professor i nederländska språket och fäderneslandets historia 1849 i Groningen och 1853 i Leiden, var professor där i nederländska språket och germansk språkvetenskap från 1860 samt sedan det senare ämnet övertagits av Pieter Jakob Cosijn, i nederländska språket 1877–91. 
Matthias de Vries räknas som den egentlige grundläggaren av det nederländska språkstudiet i vetenskaplig mening. Detta fanns visserligen sedan 1797 representerat i Leiden, men professuren var faktiskt i vältalighet, och först med de Vries blev det i och med inrättandet av ett doktorat i den nederländska litteraturen (1877) ett verkligt universitetsfack. 
Efter att genom sin edition av Pieter Corneliszoon Hoofts lustspel "Warenar" (1843) ha röjt vägen för en exaktare kännedom om 1600-talets nederländska, blev de Vries genom sina med lärda källforskningar och utförliga glossar försedda texteditioner banbrytaren för en ny vetenskap, den nederländska medeltidsfilologin och den medelnederländska språkvetenskapen, en disciplin, som efter filologen Balthazar Huydecoper och lingvisten Lambert ten Kate, Jacob Grimms föregångare inom den jämförande germanska språkvetenskapen, tidigare eller ungefär samtidigt främjats av flera nederländska, belgiska och tyska lärda, men hos de flesta haft en mer eller mindre dilettantisk riktning. 
Bland dessa texteditioner märks medeltidslegenden "Baarlaam en Josaphat" (1842), Jan van Boendales "Der leken spiegel " (1844–49) samt Jacob van Maerlants "Spieghel historiael" (tillsammans med Eelco Verwijs, 1857–63), hans främsta verk som textutgivare. Uppslaget till den nya riktningen gavs, på initiativ av Pieter Jacobus Vermeulen och Jan Tideman, av "De vereeniging ter bevordering der oude Nederlandsche letterkunde" (1844–49), i vilken de Vries tillsammans med bland andra Pieter Leendertz och litteraturhistorikern Willem Jozef Andreas Jonckbloet medverkade; dess arbete återupptogs av det redan 1766 stiftade "Maatschappij der Nederlandsche letterkunde", i vars publikationer de Vries Maerlantedition såg dagen. 
Den främsta verket av de Vries torde dock vara planläggningen och utgivningen (från 1864), tillsammans med Lammert Allard te Winkel. Av den stora nynederländska ordboken, Woordenboek der Nederlandsche taal, med inledning (1882) av de Vries själv (fortsatt av bland andra Verwijs och Cosijn), vilket företag från början ingått i "Maatschappij der Nederlandsche letterkundes" uppgifter och ivrigt påyrkats av språkkongresserna i Gent 1849, Amsterdam 1850 och Bryssel 1851, där de Vries först framlade grundlinjerna till en mot vetenskapens och praktikens krav svarande ordbok. Han författade flera tal och uppsatser, de senare i urval utgivna under titeln Verspreide taalkundige opstellen (1894).
Av de Vries lärjungar kan nämnas Eelco Verwijs, Jacob Verdam, Jan te Winkel och Albert Kluyver.